# Ostra Góra (gromada)
Ostra Góra – dawna gromada, czyli najmniejsza jednostka podziału terytorialnego Polskiej Rzeczypospolitej Ludowej w latach 1954–1972.
Gromady, z gromadzkimi radami narodowymi (GRN) jako organami władzy najniższego stopnia na wsi, funkcjonowały od reformy reorganizującej administrację wiejską przeprowadzonej jesienią 1954 do momentu ich zniesienia z dniem 1 stycznia 1973, tym samym wypierając organizację gminną w latach 1954–1972.
Gromadę Ostra Góra z siedzibą GRN w Ostrej Górze utworzono – jako jedną z 8759 gromad – w powiecie sokólskim w woj. białostockim, na mocy uchwały nr 22/V WRN w Białymstoku z dnia 4 października 1954. W skład jednostki weszły obszary dotychczasowych gromad Ostra Góra, Szaciłówka, Długi Ług, Nowinka, Popiołówka, Łomy i Łosiniec ze zniesionej gminy Korycin w tymże powiecie. Dla gromady ustalono 11 członków gromadzkiej rady narodowej.
31 grudnia 1959 gromadę Ostra Góra zniesiono, włączając ją do gromad Białousy (wsie Ostra Góra i Długi Ług), Korycin (wsie Popiołówka, Szaciłówka i Nowinka) i nowo utworzonej Bombla (wsie Łosiniec i Łomy oraz kolonię Zastocze).